# Cropia europs
Cropia europs är en fjärilsart som beskrevs av Dyar 1910. Cropia europs ingår i släktet Cropia och familjen nattflyn. Inga underarter finns listade i Catalogue of Life.